# Aneuclis mongolica
Aneuclis mongolica là một loài tò vò trong họ Ichneumonidae.